# Assassin's Creed Mirage
Assassin's Creed: Mirage er et action-adventure computerspil, udviklet af Ubisoft Bordeaux og udgivet af Ubisoft. Spillet bliver den trettende udgivelse i Assassin's Creed-hovedserien og efterfølger til 2020s Assassin's Creed Valhalla. Spillets historie foregår primært i det 9. århundredes Bagdad under Den Islamiske Guldalder, hvor man følger Basim Ibn Ishaqs rejse fra gadetyv til fuldgyldigt medlem af snigmordernes Broderskab. Broderskabet arbejder for fred og lighed, modsat Tempelridderne, som ønsker fred gennem kontrol. Spillet er blevet beskrevet som en tilbagevenden til seriens rødder, med et større fokus på en lineær historiefortælling og en højere grad af stealth (snigen), modsat seriens nyere titler, hvor role-playing og open world-elementer har været i fokus.
Assassin's Creed: Mirage er sat til udkomme på PlayStation 4, PlayStation 5, Windows, Xbox One, Xbox Series X og Series S og Amazon Luna i 2023.

## Synopsis
Mirage, som foregår årtier før begivenhederne i Assassin's Creed Valhalla, er en coming-of-age historie, der følger gadetyven Basim Ibn Ishaq, som ved at blive optaget som en "Hidden One" under vejledning af mentoren Roshan, vil lære at kæmpe for en sag, som er større end ham selv.

## Gameplay
Mirage er et action-adventure stealth-spil, som sigter til at minde mere om ældre Assassin's Creed-titler, idet det er mere lineært og historiefokuseret og reducerer antallet af rollespilselementer, der har været fokus på i de seneste udgivelser af serien.
Spillet foregår hovedsageligt i Bagdad, som er opdelt i fire distrikter, men har også Alamut, fæstningens hovedkvarter for The Hidden Ones. Parkour, tætte kampe og stealth er kerneelementer i gameplayet. Mirage markerer også tilbagekomsten af "Black Box"-attentatmissionerne fra Assassin's Creed Unity og Assassin's Creed Syndicate, hvor spillere skal udforske miljøet for at finde forskellige måder at nå og eliminere deres mål. Som en Hidden One vil Basim have et stort arsenal af våben og værktøjer til sin rådighed, inklusive røgbomber og Snigmordernes signaturvåben Den skjulte klinge.